# Famiano Strada

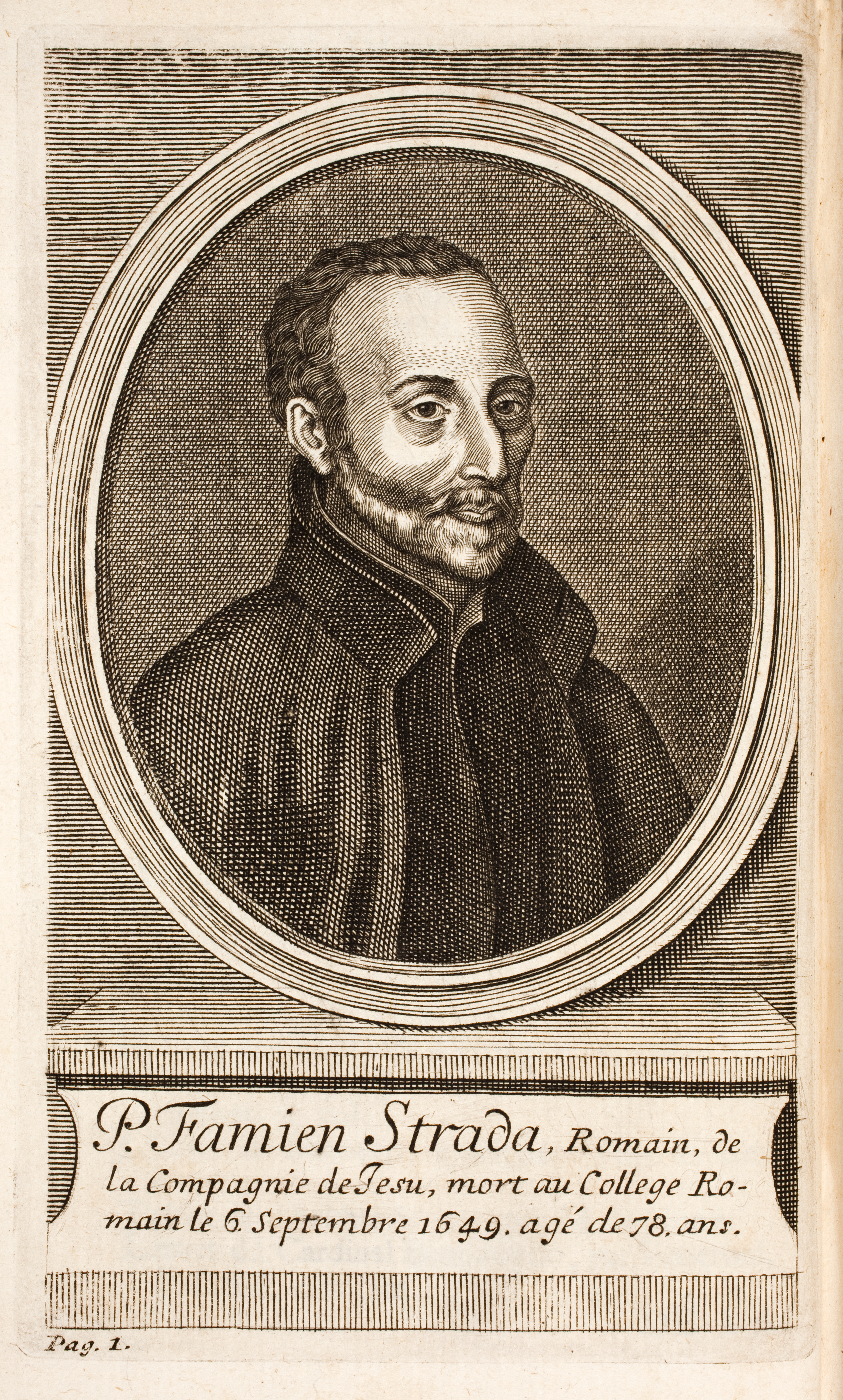
Retrato de Famiano Strada aparecido en una edición de la
Histoire de la guerre des Païs-Bas publicada en Bruselas en 1727.

Famiano Strada (Roma, 1572-1649) fue un sacerdote jesuita e historiador italiano, profesor de retórica en el Collegio Romano donde había profesado.
Escribió en latín dos obras de su especialidad: las Prolusiones academicae y la Eloquentia bipartita, obras doctas y de mucha erudición, con las que no hubiese pasado a la posteridad, y una historia de la rebelión de los Países Bajos y las guerras de Flandes, De Bello Belgico decades duae, completada con una tercera década redactada por el también jesuita Guglielmo Donndini tras la muerte de Strada. Dedicada a Alejandro Farnesio y destinada a ensalzar sus virtudes militares y de gobernante, salió publicada por primera vez en Roma entre 1632 y 1647 y conoció inmediatamente varias ediciones y traducciones, enriquecidas algunas de ellas con estampas de artistas como Jacob Neeffs o Jan Miel. Muy cuidada es en este orden la edición de Colonia de 1681, ilustrada con grabados de Romeyn de Hooghe asesorado por el capitán ingeniero Ledesma. No le faltaron tampoco los detractores y críticos, encabezados por el cardenal Guido Bentivoglio, que al mismo tiempo sacó su Della guerra di Fiandra en lengua toscana. Aunque amigo, Bentivoglio le reprochaba sus frecuentes digresiones. Mucho más duro, el panfletario y antijesuita Schoppius le dedicó un tratado completo que tituló, con un juego de palabras, Infamia Famiani.
Como historiador y preceptista Strada se mostró en todo contrario a Tácito, siendo consciente de que era un autor de moda, y en su lugar proponía el ejemplo de Tito Livio. A Tácito le achacaba impiedad, por dudar de la intervención de la providencia divina en el curso de la historia, y escasa veracidad en algunos de los hechos narrados, pero sobre todo le tenía por autor peligroso por extender la difidencia ante los gobernantes.